# Technologie top-down
Une technique dite descendante ou approche top-down (lit. de haut en bas) se caractérise par des processus qui, à partir d'un apport de matière première brute, visent à forger celle-ci, à la transformer par étapes, souvent en lui enlevant des parties indésirables.
Par analogie, dans les domaines techniques, cette approche consiste à concevoir le sujet d'études ou le produit dans les grandes lignes, puis, itérativement, à s'intéresser à des détails de plus en plus fins. L'élaboration de circuits intégrés repose sur une technique descendante. Un artiste sculptant de la pierre utilise aussi une technique descendante, ainsi qu'un dessinateur commençant par mettre en place l'ébauche de son dessin.

## Avantages et inconvénients
L'approche descendante permet de délimiter et de conceptualiser rapidement le projet et de le diviser en sous-parties aisément manipulables. Elle permet donc d'avoir une vue globale du projet final et de donner une estimation rapide, bien qu'approximative, de sa complexité et de son coût.
Un important réquisitoire contre l'approche descendante a été dressé par Richard Feynman dans son rapport sur l'accident de la navette spatiale Challenger de 1986 : selon lui, l'approche descendante oblige à des décisions de conception prématurées et rend beaucoup plus difficile les corrections de design que l'approche ascendante où on part en permanence de ce qui est bien connu et solidement maîtrisé. Voir aussi émergence.